# Rhizochaete
Rhizochaete is een geslacht in de familie Phanerochaetaceae. De typesoort is Rhizochaete brunnea.

## Soorten
Volgens Index Fungorum telt het geslacht 18 soorten (peildatum februari 2023):
| Soortnaam                        | Auteur(s)                                                      | Publicatiejaar |
| -------------------------------- | -------------------------------------------------------------- | -------------- |
| Rhizochaete americana            | (Nakasone, C.R. Bergman & Burds.) Gresl., Nakasone & Rajchenb. | 2004           |
| Rhizochaete belizensis           | Nakasone, K. Draeger & B. Ortiz                                | 2017           |
| Rhizochaete borneensis           | (Jülich) Gresl., Nakasone & Rajchenb.                          | 2004           |
| Rhizochaete brunnea              | Gresl., Nakasone & Rajchenb.                                   | 2004           |
| Rhizochaete chinensis            | C.C. Chen, Sheng H. Wu & S.H. He                               | 2021           |
| Rhizochaete filamentosa          | (Berk. & M.A. Curtis) Gresl., Nakasone & Rajchenb.             | 2004           |
| Rhizochaete fissurata            | C.L. Zhao                                                      | 2021           |
| Rhizochaete flava                | (Burt) Nakasone, K. Draeger & B. Ortiz                         | 2017           |
| Rhizochaete fouquieriae          | (Nakasone & Gilb.) Gresl., Nakasone & Rajchenb.                | 2004           |
| Rhizochaete grandinosa           | C.L. Zhao & Z.R. Gu                                            | 2021           |
| Rhizochaete lutea                | (Sheng H. Wu) C.C. Chen & Sheng H. Wu                          | 2021           |
| Rhizochaete percitrina           | (P. Roberts & Hjortstam) Nakasone                              | 2017           |
| Rhizochaete radicata             | (Henn.) Gresl., Nakasone & Rajchenb.                           | 2004           |
| Rhizochaete rhizomorphosulphurea | (B.K. Bakshi & Suj. Singh) Nakasone                            | 2017           |
| Rhizochaete rubescens            | (Sheng H. Wu) Sheng H. Wu                                      | 2018           |
| Rhizochaete sulphurina           | (P. Karst.) K.H. Larss.                                        | 2016           |
| Rhizochaete sulphurosa           | (Bres.) Chikowski, K.H. Larss. & Gibertoni                     | 2016           |
| Rhizochaete violascens           | (Fr.) K.H. Larss.                                              | 2016           |